# استخوان‌ماهی تیزآرواره نقره‌ای
استخوان‌ماهی تیزآرواره نقره‌ای (نام علمی: Albula argentea) نام یک گونه از سرده استخوان‌ماهی‌ها است.